# Ajok
Ajok é o deus criador do povo Lotuko, um povo que vive no Sudão do Sul. Ele é geralmente visto como gentil e benevolente, mas pode se irritar. De acordo com a tradição, Ajok criou toda a humanidade. Atende apenas a pedidos feitos por homens.[carece de fontes?]